# Грабченко Іван Митрофанович
Грабченко Іван Митрофанович (17 квітня 1894, Барвінкове, Ізюмський повіт, Харківська губернія, Російська імперія -10 липня 1977, Вінниця, УРСР) – український радянський лікар-хірург. 

## Біографія

### Ранні роки та навчання
Іван  Грабченко народився 29 квітня 1894 року у селі Слобода Барвінкова (м. Барвінкове) на Харківщині.  Початкову освіту отримав закінчивши церковно-приходську школу та двокласне сільське училище. У 1913 році почав працювати на металургійному заводі у м. Костянтинівка. 
У жовтні 1914 року І.М. Грабченко був призваний на військову службу та направлений до Преображенського полку у Петроград. Служив рядовим, санітаром. У 1915 році був переведений до Миколаївського військового шпиталю; закінчив школу ротних фельдшерів та став помічником лікаря. У 1917 році закінчив 2-гу Петроградську гімназію,  отримавши атестат зрілості. З 1918 року почав навчатися у Військово-медичної академії у Ленінграді, яку закінчив у 1924 році.

### Трудова діяльність
По закінченню академії І.М. Грабченко працював у Харківському військовому шпиталі № 1 та Льотній школі авіації у м. Севастополь. 
З 1926 по 1942 рік працював у Ленінградському інституті онкології на посадах лікаря  16-ї онкологічної полікліники Василеостровського району, лікарем-ординатором профілактичного відділення, асистентом та старшим науковим співробітником. У 1935 році здобув науковий ступінь кандидата медичних наук та отримав вчене звання старшого наукового співробітника.
Був учасником радянсько-фінської та Другої світової війни. Під час блокади Ленінграда надавав допомогу в хірургічному відділенні лікарні ім. І. І. Мечникова, був завідувачем хірургічного відділення евакуаційного шпиталю № 100. Упродовж 1942-1945 років працював завідувачем хірургічного відділення Ленінградської міської лікарні ім. Куйбишева. Був двічі поранений, отримав контузію. У вересні 1942 року захистив докторську дисертацію. У 1945 році  Грабченко був обраний на посаду завідувача шпитальної хірургії Львівського медичного інституту, на якій працював з 1945 по 1951 рік.
У 1946 році здобув науковий ступінь доктора наук. 
У 1951 році І. Грабченко переїхав до Вінниці, де очолив кафедру факультетської хірургії медичного інституту. Напрямками наукових досліджень очолюваної ним кафедри були боротьба з раковими захворюваннями шлунка, стравоходу, кишківника, легень, сечостатевої системи, молочної залози, прямої та ободової кишок; методи ранньої діагностики раку, передракових захворювань; лікування та профілактики раку.
Працював над удосконаленням онкологічної служби в області, організуючи та проводячи обласні й міжрайонні науково-практичні конференції, надаючи консультативну допомогу районним лікувальним закладам. Він є  автором близько 100 наукових праць. 
У 1953 році отримав вчене звання професора. Протягом  1970-1973 роках працював науковим консультантом кафедри факультетської хірургії Вінницького медичного інституту.Помер 10 липня 1977 р. 

## Суспільна діяльність
- член правління республіканських товариств хірургів та онкологів,
- член редколегії журналу "Клиническая хирургия"
- голова Вінницького обласного хірургічного
- голова Вінницького обласного онкологічного товариств.

## Вшанування пам'яті та нагороди
- медаль  "За оборону Ленинграда" (1943),
- медаль "За доблесну працю у Великій Вітчизняній війні 1941-1945 рр."
- орден "Знак пошани".
- У  м. Вінниці у будинку № 6 по вул. Соборній на його честь вченого встановлено меморіальну дошку[5][6].